# OpenEMR
OpenEMR Es un software de administración de práctica médica qué también apoya Registros Médicos Electrónicos (EMR). Está certificado por la Oficina Nacional Coordinadora de Salud de EE. UU. (ONC) como  Registro Electrónico de Salud Completo Ambulatorio  y presenta registros médicos electrónicos plenamente integrados, servicios de administración para una práctica médica, manejo de citas y facturación electrónica.
El lado de servidor está escrito en PHP y puede ser empleado conjuntamente con un conjunto LAMP, aunque puede ser basado en cualquier sistema operativo con soporte de PHP.
OpenEMR es gratis y de código abierto sujeto a los términos de la Licencia Pública General GNU (GPL). OpenEMR está sujeto a esfuerzos vigentes de internacionalización y localización en lenguas múltiples, y  hay soporte libre disponible en varios foros en todo el mundo. En el momento actual, el soporte comercial es ofrecido por más de 30 vendedores en más de 10 países.
OpenEMR es uno de lo más populares registros médicos electrónicos gratuitos en uso hoy, con más de 7000 descargas por mes.

## Características[7]
- Certificación Completa Ambulatoria de Registro Electrónico de Salud por parte de la ONC EE. UU.
- Demografía del Paciente
- Manejo de Citas médicas
- Registros Médicos electrónicos
- Prescripciones
- Facturación Médica
- Reglas de Decisión clínica
- Portal del paciente
- Informes
- Ventajas y beneficios de software gratis y de fuente abierta
- Seguridad
- Soporte multilenguaje

## Adopción
La participación de mercado de un software puede ser estimada en base a número de ventas, pero para el software gratuito de fuente abierta, que no se vende, la cantidad de instalaciones vía el sistema de administración del paquete de la distribución de Linux de elección, sirve de referencia. Se usa el término "base instalada", el cual es bastante popular. Es muy difícil de estimar el número de prestadores médicos que está utilizando este software.
En los EE. UU.,  ha sido estimado que  hay más de 5,000 instalaciones de OpenEMR en oficinas médicas y otras pequeñas instalaciones de salud que sirven más de 30 millones de pacientes. Internacionalmente, ha sido estimado que OpenEMR está instalado en más de 15,000 instalaciones,de salud, lo cual equivale a más de 45,000 practicantes que utilizan el sistema y atendiendo a más de 90 millones de pacientes. El Cuerpo de la Paz de EE. UU. planea incorporar OpenEMR a su sistema de registros médicos. El Hospital de distrito Siaya, un hospital de 220 camas en Kenia rural, está utilizando OpenEMR. HP India está planeando utilizar OpenEMR para su Proyecto de Centro de Salud Móvil. Hay también artículos que describen médicos individuales que lo usan, y una clínica gratuita. Internacionalmente,  está sabido que  hay practicantes en Argentina, Pakistán, Puerto Rico, Australia, Suecia, Holanda, Israel, India, Malasia, Nepal, Indonesia, Bermudas, Armenia, Kenia, y Grecia, los cuales están probando o usando OpenEMR como programa de registros médicos electrónicos gratuitos en las lenguas respectivas.
OpenEMR ha recibido un Premio Bossie en la categoría de "Mejores Aplicaciones de Código abierto" en ambos 2012 y 2013.

## Desarrollo
El repositorio oficial de código OpenEMR emigró de CVS a git el . El repositorio de código principal del proyecto es en GitHub. Hay también repositorios oficiales de código en espejo en Sourceforge, Google Code, Gitorious, Bitbucket, Assembla, CodePlex and Repo.or.cz.

OpenEMR tiene una vibrante comunidad de desarrollo de código fuente abierto con más de 133 desarrolladores habiendo contribuido al proyecto.  Hay 485 desarrolladores con personales OpenEMR repositorios de código en Github. [./https://en.wikipedia.org/wiki/Black_Duck_Open_Hub Open Hub] (anteriormente Ohloh) dice que OpenEMR tiene "uno de los equipos de código abierto más grandes en el mundo, y está en el 2% superior de todos los equipos de proyecto en Open Hub".

### OEMR
OEMR es una entidad sin fines de lucro que se organizó en julio de 2010 para apoyar el proyecto OpenEMR . OEMR es la entidad que obtuvo las Certificaciones ONC EHR con ICSA y Laboratorios InfoGard.

### Certificación
Las Versiones OpenEMR 4.1.0 (liberado 9/23/2011), 4.1.1 (liberado 8/31/2012) y 4.1.2 (liberado 8/17/2013) tienen la Certificación  2011 ONC Sistema electrónico de Salud Completo Ambulatorio por Laboratorios ICSA.
OpenEMR Versión 4.2.0 (liberado 12/28/2014), 4.2.1 (liberado 3/25/2016) y 4.2.2 (liberado 5/19/2016) tienen la Certificación 2014 ONC Sistema electrónico de Salud Modular Ambulatorio por InfoGard Laboratorios.
OpenEMR Versión 5.0.0 (liberado 2/15/2017), 5.0.1 (liberado 4/23/2018) tiene la Certificación 2014 ONC Sistema electrónico de Salud Completo Ambulatorio por InfoGard Laboratorios.
La organización OEMR es una entidad sin fines de lucro  que dirige/proporciona las certificaciones ONC.

## Historia
OpenEMR fue originalmente desarrollado por Synitech y la versión 1.0 se liberó en junio de 2001 como MP Pro (MedicalPractice Profesional). Mucho del código fue entonces convertido para cumplir con el Acta de Portabilidad de Seguro de la Salud y Acta de Imputabilidad (HIPAA) y para mejorar seguridad, y el producto se reintrodujo como OpenEMR versión 1.3 un año más tarde, en julio de 2002. El  OpenEMR fue liberado al público bajo la Licencia Pública General GNU (GPL), por tanto se transformó en un proyecto de fuente abierta y libre, y se registró en SourceForge. El proyecto evolucionó a través de la versión 2.0 y la Pennington Firm (Pennfirm) tomó la función de mantenedor primario en 2003. Walt Pennington transfirió el repositorio de software OpenEMR a SourceForge en marzo de 2005.  Pennington también nombró a Rod Roark, Andres Paglayan y James Perry, Jr. como administradores del proyecto.  Walt Pennington, Andres Paglayan y James Perry finalmente tomaron otras direcciones y fueron reemplazados por Brady Miller en agosto de 2009.  Robert Down se hizo administrador del proyecto en marzo de 2017.  Matthew Vita se hizo administrador del proyecto en julio de 2017.  Por tanto en este momento Rod Roark, Brady Miller, Robert Down y Matthew Vita son co-administradores del proyecto.
En 2018 [./https://en.wikipedia.org/wiki/MLT_(hacktivist)#Project_Insecurity Project Insecurity] encontró casi 30 defectos de seguridad en el sistema.
Aclaración del traductor: estos defectos fueron mayormente resueltos en la versión 5.0.1.

### Versiones
| Versión | Fecha de liberación      | Prestaciones Médicas                                    | Software |
| ------- | ------------------------ | ------------------------------------------------------- | --- |
| 1.0     | Junio, 2001              |                                                         | Liberado como MP Pro (MedicalPractice Profesional)                                                                                        |
| 1.3     | 5 de julio de 2002       | HIPAA Conformidad                                       | Liberado como OpenEMR bajo GPL |
| 2.0.0   | 30 de junio de 2003      | [ 59 ]                                                  | |
| 2.5.2   | 25 de marzo de 2004      | Soporte para Nivel de Salud 7 (HL7)                     | |
| 2.7.2   | 1 de junio de 2005       |                                                         | Revisión de calendario, controles de acceso añadido, El código se mudó a SourceForge                                                      |
| 2.8.0   | 11 de noviembre de 2005  | Soporte para UB-92                                      | |
| 2.8.1   | 24 de febrero de 2006    |                                                         | Soporte de traducción de lenguaje |
| 2.8.2   | 14 de enero de 2007      | Ordenador Aided Médico Ordenando Sistema (CAMOS) módulo | PHP5/MySQL5 Compatible |
| 2.8.3   | 4 de octubre de 2007     | Soporte para HCFA 1500                                  | |
| 2.9.0   | 7 de agosto de 2008      |                                                         | Diseños customizables |
| 3.0.1   | 8 de abril de 2009       |                                                         | Empezaron esfuerzos de internacionalización y localization plenamente integrados con phpGACL (PHP Listas de Control de Acceso Genéricas), |
|         |                          | Módulo para diseño de formularios                       | |
| 3.1.0   | 28 de agosto de 2009     |                                                         | Soporte pleno para UTF-8 |
| 3.2.0   | 16 de febrero de 2010    |                                                         | Diseño módulo de constructor de forma basado                                                                                              |
| 4.0.0   | 26 de marzo de 2011      | 2011 ONC Modular Ambulatory EHR certificación           | Repositorio de código cambiado de cvs a git                                                                                               |
| 4.1.0   | 23 de septiembre de 2011 | 2011 ONC Completo Ambulatory EHR certificación          | |
| 4.1.1   | 31 de agosto de 2012     | Soporte para ICD-10                                     | Traducido a 19 lenguas |
| 4.1.2   | 17 de agosto de 2013     | Interoperabilidad                                       | |
| 4.2.0   | 28 de diciembre de 2014  | 2014 ONC Modular Ambulatory EHR Certificación           | Traducido a 26 lenguas |
| 4.2.1   | 25 de marzo de 2016      | 2014 ONC Modular Ambulatory EHR Certificación           | Traducido a 30 lenguas |
| 4.2.2   | 19 de mayo de 2016       | 2014 ONC Modular Ambulatory EHR Certificación           | PHP7 Compatible |
| 5.0.0   | 15 de febrero de 2017    | 2014 ONC Completo Ambulatory EHR Certificación          | Repositorio de código emigró a github |
| 5.0.1   | 23 de abril de 2018      | 2014 ONC Completo Ambulatory EHR Certificación          | PHP7.2 Compatible, traducido a 34 lenguas                                                                                                 |